# Хофстеде де Гроот, Корнелис
Корнелис Хофстеде де Гроот (нидерл. Cornelis Hofstede de Groot; 9 ноября 1863, Двингело, Голландия — 14 апреля 1930, Гаага) — голландский коллекционер живописи, историк искусства, мастер атрибуции произведений искусства, музейный хранитель.
Хофстеде де Гроот родился в Двингелоо, в юности из-за слабости лёгких провёл некоторое время в Швейцарии, где выучил немецкий язык. Получил образование в Лейпциге и Дрездене и поэтому стал первым историком искусства в Нидерландах с классическим немецким образованием. Большая часть работ Хофстеде де Гроота написана на немецком языке. Он стал экспертом, мастером атрибуции живописных картин, и у него было много разногласий с Абрахамом Бредиусом, другими коллекционерами произведений искусства, в то время как он работал в различных художественных музеях Нидерландов, включая Музей Франса Халса в Харлеме, Муниципальный музей Гааги (Gemeentemuseum Den Haag) и Нидерландский институт истории искусств (RKD).
С 1891 по 1896 год он был заместителем директора Королевской галереи Маурицхёйс в Гааге под руководством Бредиуса, а затем до 1898 года директором Департамента национальной гравюры и рисунка в Амстердаме.
В 1893 году Хофстеде де Гроот опубликовал короткую статью о нидерландской художнице «золотого» XVII века Юдит Лейстер в журнале «Ежегодник Королевских прусских собраний искусства» (Jahrbuch der Königlich Preussischen Kunstsammlungen), открыв творчество этой малоизвестной художницы.
В 1896 году Хофстеде де Гроот стал директором Государственной типографии (Rijksprentenkabinet) в Амстердаме, но ушёл через два года из-за разногласий со своим предшественником. Затем он поселился в Гааге как независимый историк искусства и начал работу над книгой о Рембрандте из восьми частей вместе с Вильгельмом фон Боде. Каталог рисунков Рембрандта на немецком языке был опубликован в 1906 году.
В 1910 году он опубликовал каталог картин Франса Халса. С 1912 по 1930 год жил в Харлеме, где был членом «Второго общества Тейлера» (Teylers Tweede Genootschap), созданного для присуждения премий за научные исследования. С 1916 года Хофстеде де Гроот был членом комиссии по Национальным памятникам (Rijksmonument) в Нидерландах. Он написал более семидесяти биографий голландских художников для знаменитого словаря Ульриха Тиме и Феликса Беккера (Thieme-Becker).
В 1907 году Хофстеде де Гроот начал колоссальную по объёму и сложности работу по обновлению и переводу на немецкий язык «Критического каталога» (Catalogue Raisonné), или «Описательно-критического перечня произведений выдающихся голландских живописцев XVII века» (Beschreibendes kritisches Verzeichnis der Werke der hervorragendsten Holländischen Mahler des XVII. Jahrhunderts; 1907—1928). Основу этого издания составляет переработка резюмированного каталога Дж. Смита. Джон Смит был лондонским маршаном, который в 1829—1842 годах осуществил восьмитомное издание «Комментированного каталога произведений самых знаменитых голландских живописцев XVII века» (A Catalogue Raisonne of the works of the most Eminent Dutch Painters of the Seventeenth Century), а также «фламандских и французских художников, с приложением всех биографий, репродукций основных работ, цен на аукционах, проходивших на континенте и в Англии, сведений об учениках и подражателях».
В процессе создания десятитомного всеобъемлющего аннотированного перечня всех известных к тому времени картин каждого художника Хофстеде де Гроот нанял переводчика Эдварда Г. Хоука, чтобы обеспечить публикацию на английском языке. В работе над первыми двумя томами Хофстеде де Грооту помогал немецкий учёный из Карлсруэ, специалист по голландской живописи В. Р. Валентинер. Однако Хофстеде де Гроот скончался до того, как удалось завершить перевод всех десяти томов.
Содержание томов на немецком и английском языках:
- Band 1, 1907 (englisch 1908): Jan Steen, Gabriel Metsu, Gerard Dou, Pieter de Hooch, Carel Fabritius, Jan Vermeer. Unter Mitwirkung von Wilhelm Reinhold Valentiner (Digitalisat deutsch, Digitalisat englisch)
- Band 2, 1908 (englisch 1909): Aelbert Cuyp, Philips Wouwerman, Unter Mitwirkung von Kurt Freise (Digitalisat deutsch, englisch)
- Band 3, 1910 (englisch 1910): Frans Hals, Adriaen van Ostade, Isaac van Ostade, Adriaen Brouwer. Unter Mitwirkung von Kurt Freise, Kurt Erasmus (Digitalisat englisch)
- Band 4, 1911 (englisch 1912): Jacob van Ruysdael, Meindert Hobbema, Adriaen van de Velde, Paulus Potter. Unter Mitwirkung von Kurt Erasmus, Wilhelm Reinhold Valentiner, Kurt Freise (Digitalisat englisch)
- Band 5, 1912 (englisch 1913): Gerard ter Borch, Caspar Netscher, Godfried Schalcken, Pieter Cornelisz van Slingelandt, Eglon Hendrick van der Neer. Unter Mitwirkung von Eduard Plietzsch, Karl Lilienfeld (Digitalisat englisch)
- Band 6, 1914 (englisch 1916): Rembrandt, Nicolaes Maes. Unter Mitwirkung von Karl Lilienfeld, Heinrich Wichmann, Kurt Erasmus (Digitalisat englisch)
- Band 7, 1918 (englisch 1923): Willem van de Velde, Jan van de Cappelle, Ludolf Bakhuyzen, Aert van der Neer. Unter Mitwirkung von Karl Lilienfeld, Otto Hirschmann
- Band 8, 1923 (englisch 1927): Jan van Goyen, Jan van der Heyden, Jan Wijnants. Unter Mitwirkung von Otto Hirschmann, Hans Kauffmann, Wolfgang Stechow
- Band 9, 1926 (nur in Deutsch erschienen): Jan Hackaert, Nicolaes Berchem, Karel Dujardin, Jan Both, Adam Pijnacker. Unter Mitwirkung von Otto Hirschmann, Wolfgang Stechow, Kurt Bauch
- Band 10, 1928 (nur in Deutsch erschienen): Frans van Mieris, Willem van Mieris, Adriaen van der Werff, Rachel Ruysch, Jan van Huysum. Unter Mitwirkung von Elisabeth Neurdenburg, Otto Hirschmann, Kurt Bauch

Свои коллекции картин и рисунков выдающийся историк искусства оставил городу Гронинген. Хофстеде де Гроот, как и А. Бредиус, завещал свои рукописи «Национальному бюро историко-художественной документации» (Rijksbureau voor Kunsthistorische Documentatie). Эта организация была создана в 1930 году за счёт средств, завещанных государству Хофстеде де Гроотом. С 1945 года Национальное бюро регулярно издаёт библиографические указатели по голландскому и фламандскому искусству, в котором учитываются даже газетные публикации.